# Bryum vernum
Bryum vernum är en bladmossart som beskrevs av Philibert 1899. Bryum vernum ingår i släktet bryummossor, och familjen Bryaceae. Inga underarter finns listade i Catalogue of Life.